# リストラ
リストラとは、英語の「re-structuring（組織再編、再構築）」の略語（和製英語）である。経営合理化を建前とする解雇である。企業の経営に関わる組織再編のための行動。本来の英語と日本語では意味が異なり、英語圏ではたとえば「労働市場を再構築して完全雇用を実現しよう」といった使われ方もされる。日本で一般的に用いられる「リストラ」は、人員削減の意味で用いられることが多く、整理解雇と同様の意味で用いられる傾向にある。

## 概要
本来「リストラクチャリング」（Restructuring）は、事業規模や従業員数の増減を問わず、単に「組織の再構築」が行われることに対して使われる言葉である。
一方、平成時代から日本で使われるようになった「リストラ」と言う用語は、現状の事業規模や従業員数を維持、もしくは増強した上での組織（企業）再構築ではなく、組織再構築のために不採算事業や部署の縮小（ダウンサイジング）を行い、またそれに伴う従業員解雇（特に整理解雇）の意味で使われることが多かった。
このような場合、アメリカ合衆国では「reduction in the work force」（就業規模縮小）と表現されることがある。
日本の労働者解雇に関する厳格な規制下では、減給・企業側指定の労働者解雇は困難である。1990年代初頭のバブル崩壊以降は、失われた10年、もしくは20年に代表される長期の不景気に伴って、規制下でも容易なリストラ方法である早期退職募集を行う事例が官民を問わず急速に増加。それでも企業戦力となる社員は転職で引く手数多のため、加算退職金と企業都合退職を得て、同業他社に悠々と移り、戦力にならない者が自主的に応募せず、逆に残って負の結果を招く事態が度々起こる。2021年（令和3年）にパナソニックでも戦力外社員の給料が下がるため早期退職の選択肢を設けたところ、有能な社員までが殺到したため、社長は「パナが大きく変わっていくという説明が不十分だった。もう少ししっかりと説明ができていれば、活躍を期待していた人まで退職することにはならなかったと思う」「手放したくない人材まで退社してしまった」と述べた。

## 歴史

### 前史
労働生産性の向上により、金印勅書を受けたヴェネツィア共和国では1隻の船を1時間で組めるほどになり、資金面でも船会社等の株式と、その他の公共事業を含めた財源としての国債を利用して迅速な資本集中を可能にした。
近代においては産業革命として論じられるが、トーマス・エジソンが電気事業を開拓してからは世界中で合理化が進んだ。その中でも特にドイツ帝国では20世紀初頭からベルリン大銀行の他人資本割合が増加するとともに、戦後つまり西ドイツの時代へかけて合理化カルテルの編成を繰り返した。

### ルックイースト（1980年代の事業モデル）
1970年代から1980年代前半にかけて、日本企業は世界各地、特にアメリカで多額の利益を生むようになった。これを受け1982年、マレーシアでルックイースト政策が始まった。これは世界経済における日本経済の成長に学ぼうというもので、
- 行政と企業が協力する『日本株式会社』
- 終身雇用制度（企業への忠誠や責任感を持てる）

という日本古来の二点を重要項目としていた。

### 日本における米国流経営手法（プラザ合意後の日本の選択）
1970年から1980年代前半は、アメリカの視点から見れば米企業が多額の損失を被り失業が増大した時期であった。1985年のプラザ合意で円高が進行すると、日本企業は利益を円に替えることで利益を薄めるのではなく、利益をドルのまま米国内で再投資することを選択、不動産買収などに走り、幹部（候補）社員には、アメリカ合衆国で必要な米国流経営手法の学習（MBA 取得など）を推奨した。
この結果、海外ではルックイーストとまで呼ばれた日本流経営手法は日本では顧られなくなり始めた。まず、企業の青田買いが進んで官の人材不足が囁かれるようになると、官民の協力関係においては民（私企業）が優位にたつ傾向が生じるのに時間はかからなかった。次に、利益を確保するために終身雇用制度を放棄する企業が続出したが、官はこの流れを阻止できなかった。

### バブル崩壊以降
1990年代にバブル景気が崩壊し、事業の再編成が必要になると、終身雇用制度を放棄して、必要なスキルを持つ人材を必要な期間だけ雇用（派遣労働）する『米国流人事管理手法（人員の最適配置、リストラクチャリング）』を導入する日本企業が続出、「リストラ」は整理解雇を暗示する言葉としてとらえられ始めた。
一方でアメリカとは違い、当時流行したデジタル技術が新規ビジネス開拓ではなく主に人員削減を目的として進められたため、本来のデジタル化の遅れと士気の低下を招いた。

### 2020代以降
年功序列制度で給与水準が高くなったベテラン社員を対象として財務体質改善型のリストラから、年齢に関係なく今後の事業に対する能力の有無を基準としたビジネス戦略型のリストラもみられ始めた。黒字の状態でも断行することから「黒字リストラ」とも呼ばれている。

## 本来のリストラ（組織再編）
本来、リストラは企業が事業規模（収入）にあわせて組織を再編成（出費の抑制）する意味である。

### 実例
- 経理・管理
  - 固定費用削減 - 帳簿上の全ての固定費用の見直し
  - 不要なリース契約の見直し
  - 業務効率化（例：間接部門統合・経理自動化・アウトソーシング・ERP: 企業資源計画、SCM:サプライチェーン・マネジメント、KM ナレッジマネジメントなど）
  - 共有化 - （例：書類のコピーを各自1つ持つのではなく、共有棚に書類のコピーを数部保管・共有する。また、イントラネット化）
  - ショッピングモール併設により、テナント収入・不動産収入増を狙う（例：丸ビル）
- 購買
  - 社用品の見直し - （例：社員用に会社のマーク入り物品を支給する合理性はなく、相応の物品を支給する。さらに100円ショップ、リサイクルショップの活用。）
  - 大量発注・大量納品 - 保管コストがかからず、割安になる場合
  - 少量発注・少量納品 - 小額品に保管コストをかけない場合。最近は受注の翌日に納品することをうたう納品会社も多い
- 人事・労務
  - 総労働時間抑制（例：週30時間労働）
  - ワークシェア（例：午前勤務1名と午後勤務1名を組み合わせ、1名分の仕事で2名分の雇用を創出する）
  - レイオフ（一時解雇のこと。業績悪化などを理由とする一時的な解雇）
  - 新規採用、中途採用の抑制
- 通信・ICT
  - 電話代 - （例：IP電話化）
  - 光ファイバー等によるテレビ会議等を活用し交通費および労働時間内に占める移動時間の削減。
  - BYOD
- 営業
  - 不動産費用圧縮 - （例：日本 IBM では営業社員には専用机（スペース）を持たせない。デルコンピュータの一部社員は LAN で結ばれた状態で自宅勤務している。）
  - また、外回り時に PHS 等の無線アクセスの活用。
  - CRM: 顧客関係管理
- アウトソーシング・人材派遣（外部委託）
  - 短期プロジェクトの場合、プロジェクト終了後に社内失業者を抱えないために外部要因の活用が検討されうる。
  - 不要なアウトソーシングの抑制 - アウトソーシングには情報流出・技術流出のリスクが常にある。